# ماجد ناصر
ماجد ناصر حميد بخيت (مواليد 1 أبريل 1984) لاعب كرة قدم إماراتي يجيد اللعب في مركز حراسة المرمى مع منتخب الإمارات الوطني ونادي شباب الأهلي في دوري الخليج العربي.

## نادي شباب الأهلي دبي
كان يلعب مع النادي الأهلي وبعد دمج أندية الأهلي و نادي الشباب ونادي دبي تحت مسمى نادي شباب الأهلي تم ضمه إلى نادي شباب الأهلي .

## روابط خارجية
- ماجد ناصر على موقع قاعدة بيانات كرة القدم.إي يو (الإنجليزية)
- ماجد ناصر على موقع ناشيونال فوتبول تيمز (الإنجليزية)
- ماجد ناصر على موقع Soccerway.com (الإنجليزية)
- ماجد ناصر على موقع عالم كرة القدم.نت (الإنجليزية)